# Richelle
Pour les articles homonymes, voir Richelle (homonymie).

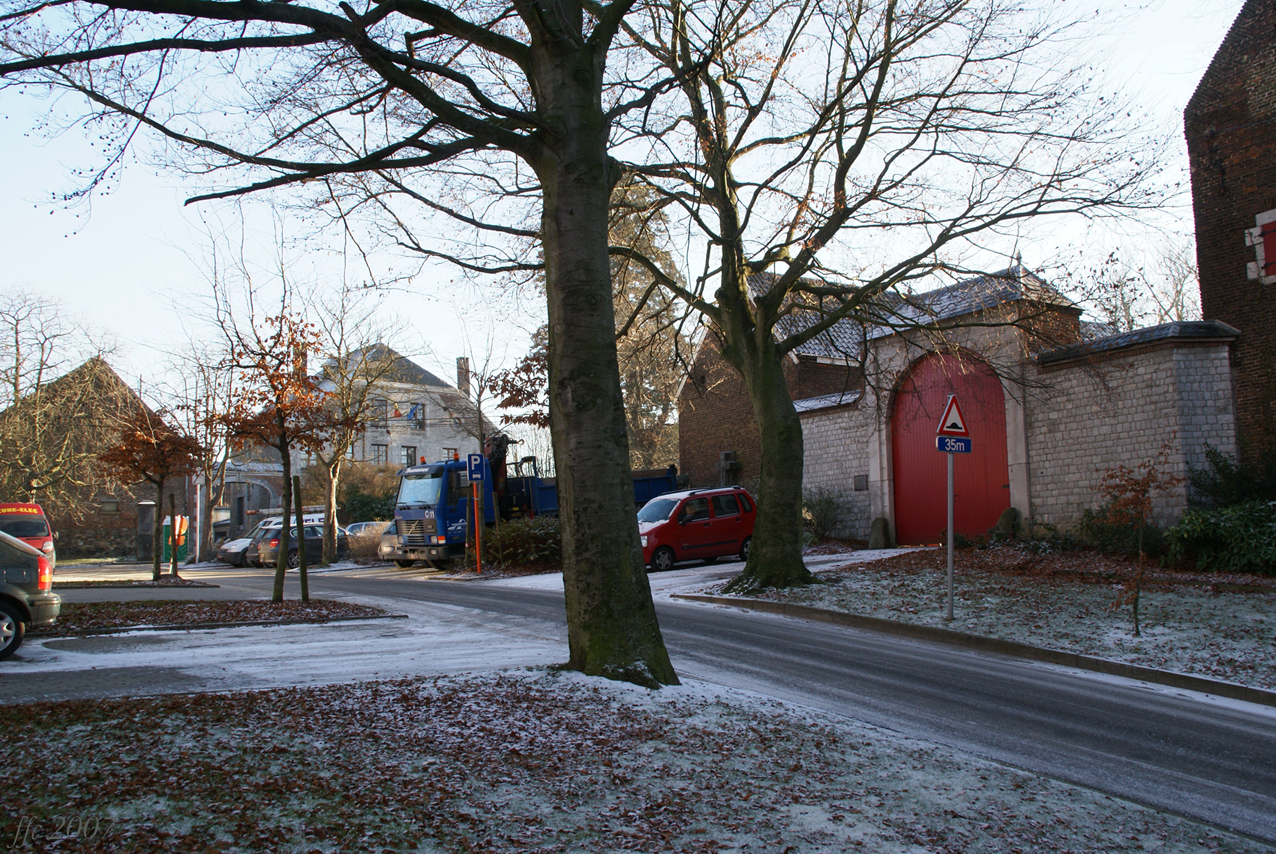
La cour de Justice Richelle
(à droite sur la photo).

Richelle (en wallon Ritchele) est une section de la commune belge de Visé située en Région wallonne dans la province de Liège. C'était une commune à part entière avant la fusion des communes de 1977.

## Géographie
Le village est  situé en haut d'une falaise surplombant la Meuse de plusieurs dizaines de mètres. Le village est à une altitude approximative de 120 mètres, mais une toute petite partie du territoire du village court jusqu'à la Meuse, à ce moment à 60 mètres au-dessus du niveau de la mer.
Ce lieu bucolique est caractérisé par près de 500 habitations regroupées autour de la place du village, à l'exception de celles de deux rues qui fuient d'une part vers Dalhem et d'autre part vers Visé.

## Évolution démographique
- Sources : INS, Rem. : 1831 jusqu'en 1970 = recensements, 1976 = nombre d'habitants au 31 décembre.

## Histoire
Du fait de sa position stratégique entre Liège et Maastricht et en surplomb de la Meuse, Richelle n'a pas été épargnée par les conflits de l'histoire. Au Moyen Âge, c'est à Richelle même que s'exerce la (basse et moyenne) justice, comme en témoignent encore les deux cours de justice du village. Après avoir dépendu de l'abbaye de Chèvremont, elle est rattachée au duché de Limbourg. Elle est ensuite terre espagnole, française, autrichienne et même hongroise avant la naissance de la nation belge.

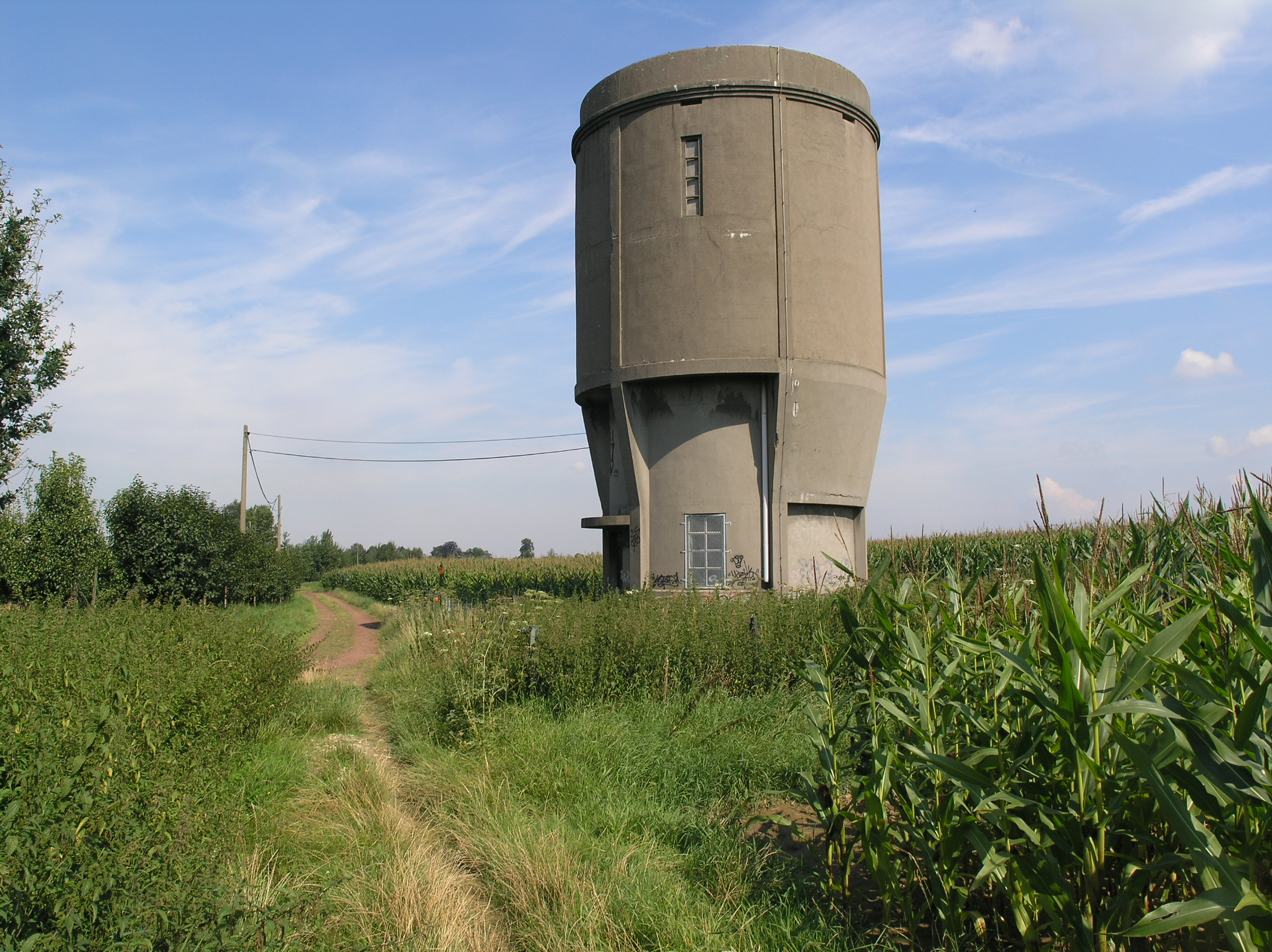
Le château d'eau.

Aujourd'hui, Richelle déborde d'activités comme en témoigne le titre officiel de village le plus convivial de Wallonie décerné en l'an 2000.

## Enseignement
À Richelle il y a 2 écoles :
- L'école Libre de Richelle est une école catholique qui se situe rue cour de Justice (photo ci-dessus). Elle est composée de 3 classes de maternelle . Et de 6 classes primaires. Dans cette école il y a aussi une crèche, une grande cour, un préau rénové, la partie des primaires et le préau ont été rénovés en 2013-2014, un grand jardin et une cour arborée.
- L'école communale de Richelle.
- Elle est composée de 3 classes de maternelle . Et de 6 classes primaires. Adossée à l'école il y a aussi une crèche, une grande cour, un préau, une salle de gymnastique.